# Ángel Zárraga
Ángel Zárraga Argüelles (Durango, 16 de agosto de 1886 – Cuernavaca, 22 de septiembre de 1946) fue un pintor mexicano que residió más de la mitad de su vida en Europa. Incursionó en el cubismo y el muralismo aunque se le identifica principalmente con el realismo simbólico. Fue miembro fundador de la organización cultural El Ateneo de la Juventud.

## Biografía
Ángel Zárraga nació en el seno de una familia acomodada de la provincia mexicana. Su padre, Fernando Zárraga, era médico; y su madre fue Guadalupe Argüelles. Cursó la escuela primaria en el anexo a la Normal de Maestros, en la Ciudad de México, donde se instaló toda la familia para nunca regresar a Durango. El bachillerato lo realizó en la Escuela Nacional Preparatoria de San Ildefonso, también en la Ciudad de México. Desde joven dibujaba y hacía retratos y caricaturas, además de cultivar la poesía. Sus versos y dibujos fueron publicados por primera vez en la Revista Moderna entre 1902 y 1903.
Inició la carrera de Artes en la Escuela Nacional de Bellas Artes (ENBA) donde trabó amistad con Diego Rivera. En 1904 partió a Francia donde ingresó a la Escuela de Bellas Artes de París. En el Viejo Continente se encontró con el impresionismo que, si bien respetaba, iba en contra de la educación tradicional que recibió en México. "Al no estar de acuerdo con lo que se enseña en la Escuela de Bellas Artes de París decide estudiar en la Real Academia de Bruselas, y posteriormente se instala en España (Toledo, Segovia, Zamarramala e Illescas) que presenta para él una modernidad menos agresiva".
En 1906 exhibe por primera vez en una muestra colectiva en el Museo del Prado de Madrid. Ese mismo año, Justo Sierra, entonces secretario de Instrucción pública y bellas artes del régimen de Porfirio Díaz, le consigue una pensión de 350 francos mensuales para que continúe su preparación en Europa.

### Primera exposición
El 6 de noviembre de 1907 realiza su primera exposición en México, en la ENBA. La muestra comprendía 20 cuadros hechos en España y cinco realizados en México. A su regreso a Europa en enero de 1908, escribe crónicas para el periódico El liberal, de Madrid. Continúa exponiendo su obra en diversas ciudades europeas como París, Nantes, Venecia y Lieja, entre 1909 y 1910. A finales de ese mismo año, su segunda exposición en México es inaugurada por su padre, Justo Sierra y Antonio Rivas Mercado. A su regreso al Viejo Continente, se instala definitivamente en París por 35 años.
En 1911, participa en el Salón de Otoño al presentar sus obras Exvoto (San Sebastián) y El don (dadiva).

### El Salón de Otoño
En 1919, a la edad de 28 años, es seleccionado por la junta directiva del Salón de Otoño de la capital francesa, como jurado calificador. En 1917 se encarga de los decorados de la obra Antonio y Cleopatra de William Shakespeare en el Teatro Antoine de París. Esta es, hasta donde se tiene registro, su única incursión como escenógrafo.

### Del cubismo al muralismo
Entre 1914 y 1917 incursiona en el cubismo para alejarse de éste entre 1918 y 1919 y regresar al retrato de tipo más realista. Sin embargo, en 1921 su etapa cubista es motivo de una exitosa exposición individual, la cual comprende pinturas que, en su mayoría, ya están en posesión de coleccionistas.
A pesar de sus logros en distintos estilos y diferentes temáticas, el mismo artista cuenta en sus escritos que su "salvación" en lo financiero y espiritual fue la obra dedicada a lo religioso y a temas deportivos –sobre todo al fútbol, del que era fanático–; la plasticidad del deporte lo lleva eventualmente al muralismo. En esta última disciplina, se puede destacar el trabajo que realiza, al fresco y encáustica, entre 1921 y 1926 en el Château de Vert-Cœur en Chevreuse, cerca de Versalles y en el Cité Internationale Universitaire de París; también decoró la embajada mexicana en París, donde también fue exhibido en el Salon d'Automne, así como en Nueva York.

## Galería

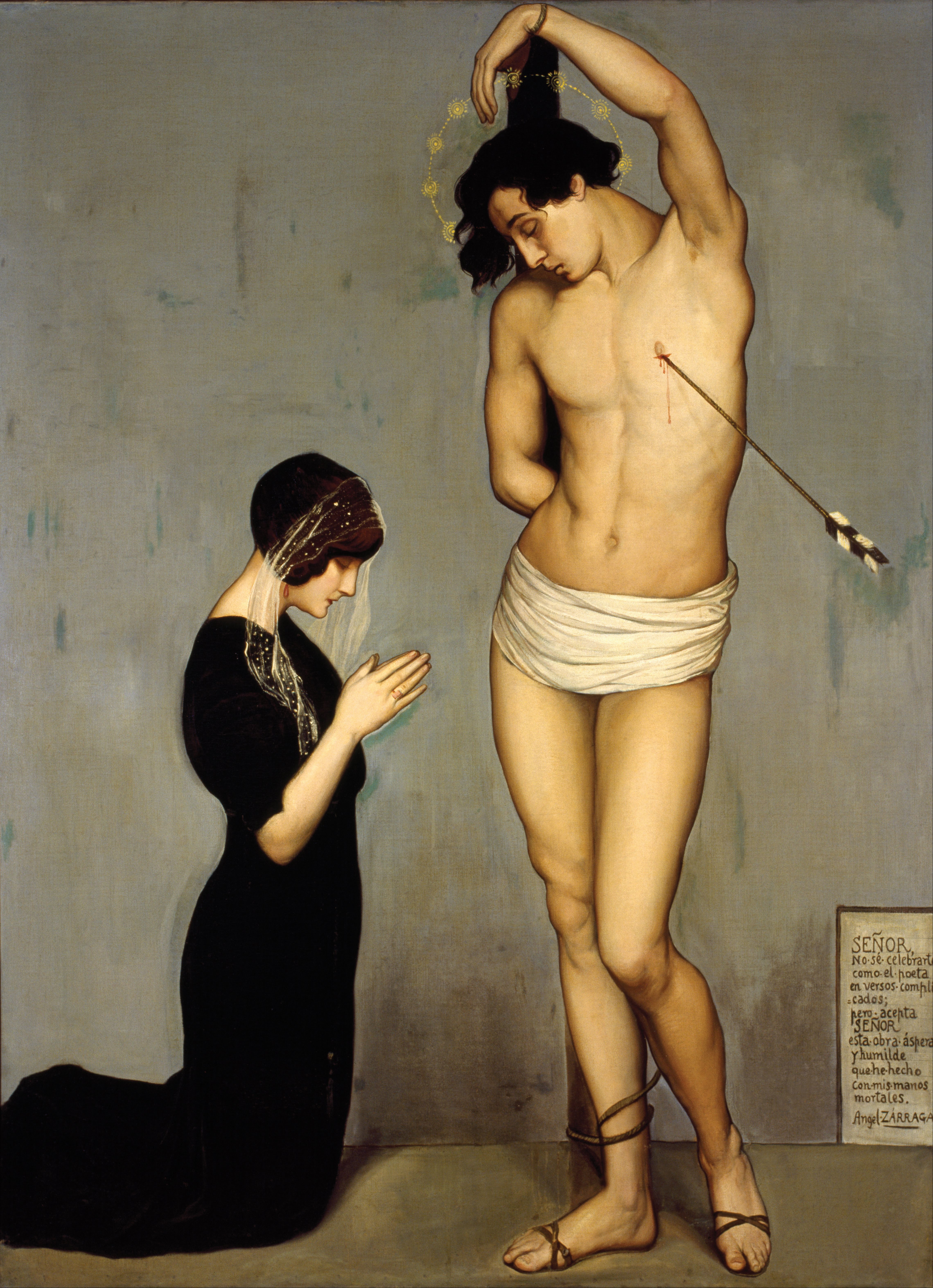
Exvoto de San Sebastián, Zárraga 1912
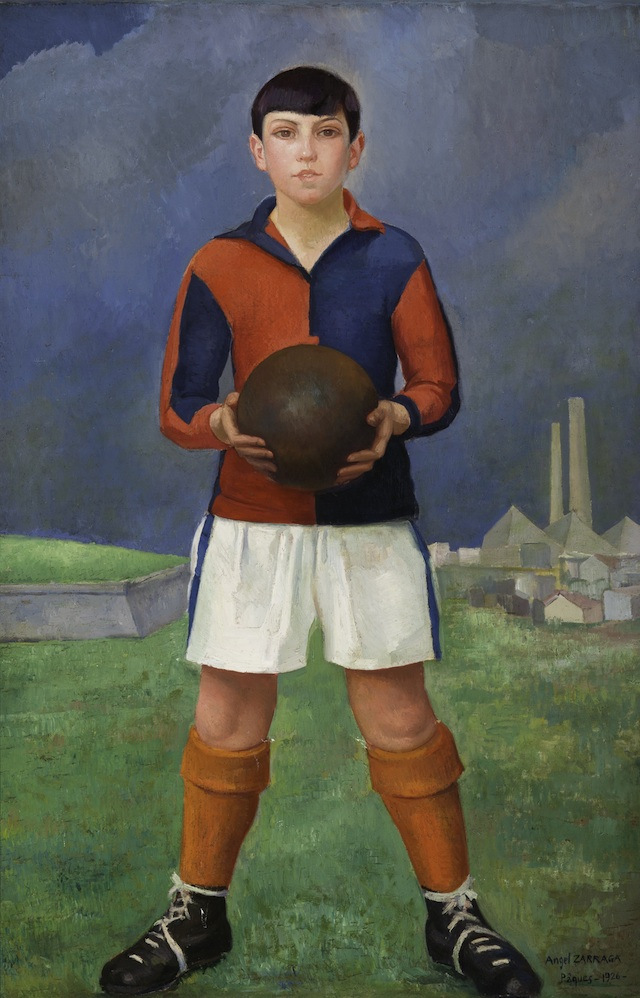
Joven futbolista, Zárraga 1926
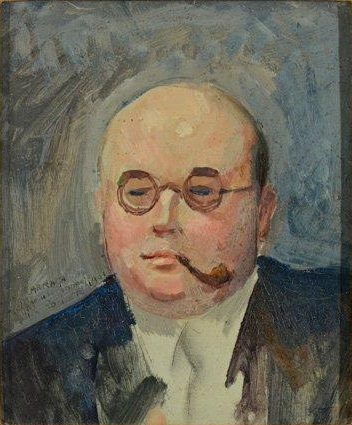
Lucien Romier, Zárraga 1932
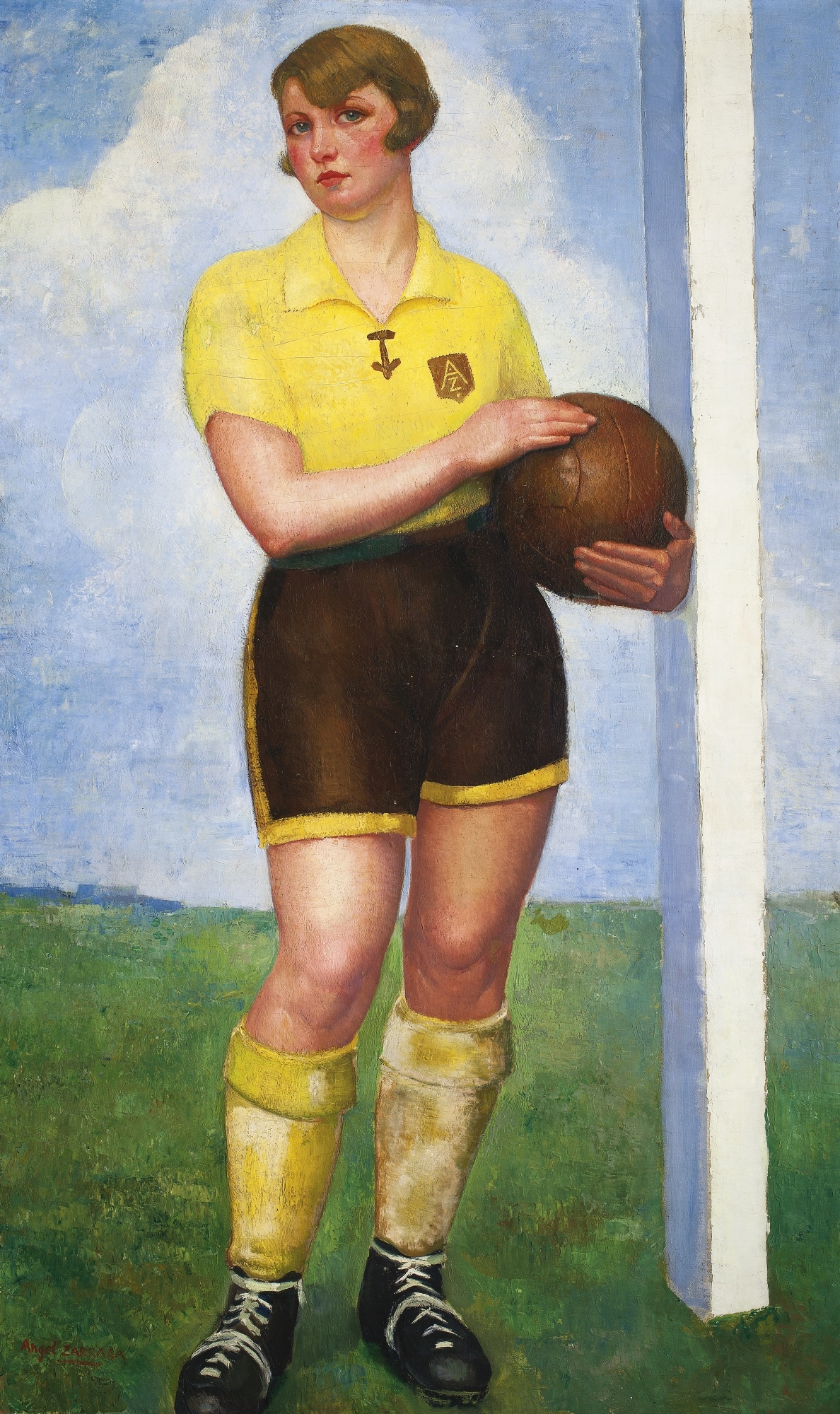
La futbolista rubia, Zárraga 1926